# 大府市立共長小学校
大府市立共長小学校（おおぶしりつきょうちょうしょうがっこう）は、愛知県大府市にある市立小学校。

## 沿革
- 1907年（明治40年）1月1日 - 大府第三尋常小学校として創立[2]。
- 1941年（昭和16年）4月1日 - 大府第三国民学校に校名を変更[2]。
- 1947年（昭和22年）4月1日 - 大府町立第三小学校に校名を変更[2]。
- 1948年（昭和23年）10月1日 - 大府町立共長小学校に校名を変更[2]。
- 1970年（昭和45年）9月1日 - 大府市立共長小学校に校名を変更[2]。
- 1972年（昭和47年）4月1日 - 特殊学級を設置[2]。

## 学校行事
- 入学式
- 1年生を迎える会
- 運動会
- 学習発表会
- 卒業式

ほか

## 通学区域
- 大府市[3]
  - 一屋町一丁目、二丁目、四丁目、五丁目
  - 共和町（ちょう）三丁目、六丁目の全域および二丁目、五丁目の一部
  - 共栄町八丁目及び九丁目の一部
  - 共西町三丁目、七丁目の全域および二丁目、六丁目の一部
  - 長草町全域（道仙、山口、大阪下および下ノ坪を除く。）
  - 柊山町七丁目の一部
  - 明成町全域

## 進学先中学校
- 大府市立大府北中学校
- 大府市立大府西中学校

## 学区 / 校区内の主な施設
- 共長公民館
- 大府市勤労文化会館
- 共和駅

## 交通アクセス
- JR東海道本線「共和駅」から徒歩約5分[4]。

## 出身者
- 吉田秀彦（柔道家）[5]
- 大石愛子（柔道家）